# Wereldkampioenschap voetbal voor clubs 2018
Het vijftiende FIFA-wereldkampioenschap voetbal voor clubs (Engels: FIFA Club World Cup) vond plaats van 12 tot en met 22 december 2018 in de Verenigde Arabische Emiraten. Aan het kampioenschap, dat door de FIFA werd georganiseerd, namen zeven clubs deel: de winnaars van zes continentale bekertoernooien en de landskampioen van het organiserende land. De titelhouder was het Spaanse Real Madrid, ze wonnen het toernooi in 2017 voor de derde maal door in de finale Grêmio met 1–0 te verslaan. Dit kampioenschap wisten ze ook te winnen door in de finale Al-Ain met 4–1 te verslaan.

## Stadions
| Abu Dhabi          | Al Ain                  |
| ------------------ | ----------------------- |
| Sjeik Zayidstadion | Hazza Bin Zayed Stadion |
| Capaciteit: 43.000 | Capaciteit: 22.717      |
|                    |                         |

## Deelnemers
| Team            | Confederatie | Kampioenschap                          | begint in:   | Aantal deelnames                          |
| --------------- | ------------ | -------------------------------------- | ------------ | ----------------------------------------- |
| Al-Ain          | AFC          | Kampioen Liga 2017/18 (gastland)       | Play-off     | 1e                                        |
| Team Wellington | OFC          | Winnaar OFC Champions League 2018      | Play-off     | 1e                                        |
| Espérance Tunis | CAF          | Winnaar CAF Champions League 2018      | Kwartfinale  | 2e (vorige: 2011)                         |
| Guadalajara     | CONCACAF     | Winnaar CONCACAF Champions League 2018 | Kwartfinale  | 1e                                        |
| Kashima Antlers | AFC          | Winnaar AFC Champions League 2018      | Kwartfinale  | 2e (vorige: 2016)                         |
| River Plate     | CONMEBOL     | Winnaar Copa Libertadores 2018         | Halve finale | 2e (vorige: 2015)                         |
| Real Madrid     | UEFA         | Winnaar UEFA Champions League 2017/18  | Halve finale | 5e (vorige: 2000, 2001, 2014, 2016, 2017) |

## Scheidsrechters
De FIFA heeft zes scheidsrechters, twaalf assistent-scheidsrechters en zes video-assistenten aangesteld voor dit toernooi.
| Continentale bond | Scheidsrechter        | Assistenten                          | Video-assistent                              |
| ----------------- | --------------------- | ------------------------------------ | -------------------------------------------- |
| AFC               | Ryuji Sato            | Toru Sagara Hiroshi Yamauchi         | Mohammed Abdulla Mohamed                     |
| CAF               | Bamlak Tessema Weyesa | Zakhele Thusi Siwela Waleed Ahmed    |                                              |
| CAF               | Mehdi Abid Charef *   | Abdelhak Etchiali * Anouar Hmila *   |                                              |
| CONCACAF          | Jair Marrufo          | Frank Anderson Corey Rockwell        | Mark Geiger                                  |
| CONMEBOL          | Wilton Sampaio        | Rodrigo Figueiredo Bruno Boschilia   | Mauro Vigliano                               |
| OFC               | Matthew Conger        | Tevita Makasini Mark Rule            |                                              |
| UEFA              | Gianluca Rocchi       | Elenito Di Liberatore Mauro Tonolini | Paweł Gil Massimiliano Irrati Danny Makkelie |

* Vervangen door een ander trio.

## Speelschema
|  | Play-off                 | Play-off             |                         |                         | Kwartfinale          | Kwartfinale          |              |              | Halve finale | Halve finale |  |  | Finale      | Finale |
|  | 12 december - Al Ain     |                      |                         |                         |                      |                      |              |              |              |              |  |  |             |        |
|  | Al-Ain (w.n.s.)          | 3 (4)                |                         |                         | 15 december - Al Ain | 15 december - Al Ain |              |              |              |              |  |  |             |        |
|  | Al-Ain (w.n.s.)          | 3 (4)                |                         |                         | 15 december - Al Ain | 15 december - Al Ain |              |              |              |              |  |  |             |        |
|  | Team Wellington          | 3 (3)                |                         |                         | Espérance Tunis      | 0                    |              |              |              |              |  |  |             |        |
|  | Team Wellington          | 3 (3)                | 18 december - Al Ain    |                         | Espérance Tunis      | 0                    |              |              |              |              |  |  |             |        |
|  |                          |                      |                         |                         | Al-Ain               | 3                    |              |              |              |              |  |  |             |        |
|  | River Plate              | 2 (4)                |                         |                         | Al-Ain               | 3                    |              |              |              |              |  |  |             |        |
|  | River Plate              | 2 (4)                |                         |                         |                      |                      |              |              |              |              |  |  |             |        |
|  |                          |                      | Al-Ain (w.n.s.)         | 2 (5)                   |                      |                      |              |              |              |              |  |  |             |        |
|  |                          |                      | Al-Ain (w.n.s.)         | 2 (5)                   |                      |                      |              |              |              |              |  |  |             |        |
|  |                          |                      | 22 december - Abu Dhabi |                         |                      |                      |              |              |              |              |  |  |             |        |
|  |                          |                      |                         |                         |                      |                      |              |              |              |              |  |  |             |        |
|  | Real Madrid              | 4                    |                         |                         |                      |                      |              |              |              |              |  |  |             |        |
|  | Real Madrid              | 4                    | 15 december - Al Ain    |                         |                      |                      |              |              |              |              |  |  |             |        |
|  |                          | Al-Ain               | 1                       |                         |                      |                      |              |              |              |              |  |  |             |        |
|  |                          |                      | 1                       | Kashima Antlers         | 3                    |                      |              |              |              |              |  |  |             |        |
|  | 19 december - Abu Dhabi  |                      |                         | Kashima Antlers         | 3                    |                      |              |              |              |              |  |  |             |        |
|  |                          | Guadalajara          | 2                       |                         |                      |                      |              |              |              |              |  |  |             |        |
|  | Kashima Antlers          | Guadalajara          | 2                       | 1                       |                      |                      |              |              |              |              |  |  |             |        |
|  | Kashima Antlers          | Vijfde plaats        | Vijfde plaats           | 1                       |                      |                      | Derde plaats | Derde plaats |              |              |  |  |             |        |
|  |                          | Vijfde plaats        | Vijfde plaats           |                         | Real Madrid          | 3                    | Derde plaats | Derde plaats |              |              |  |  |             |        |
|  | 18 december - Al Ain     | 18 december - Al Ain | 22 december - Abu Dhabi | 22 december - Abu Dhabi | Real Madrid          | 3                    |              |              |              |              |  |  |             |        |
|  | 18 december - Al Ain     | 18 december - Al Ain | 22 december - Abu Dhabi | 22 december - Abu Dhabi |                      |                      |              |              |              |              |  |  |             |        |
|  | Espérance Tunis (w.n.s.) | 1 (6)                | Kashima Antlers         | 0                       |                      |                      |              |              |              |              |  |  |             |        |
|  | Espérance Tunis (w.n.s.) | 1 (6)                | Kashima Antlers         | 0                       |                      |                      |              |              |              |              |  |  |             |        |
|  | Guadalajara              | 1 (5)                |                         |                         |                      |                      |              |              |              |              |  |  | River Plate | 4      |

## Wedstrijden

### Play-off
|                                              |                                                                         |                                      |                                                      | |
| 12 december 2018 19:30 (UTC+4) 16:30 (UTC+1) | Al-Ain                                                                  | 3 – 3 (1 – 3, 3 – 3) n.v. 4 - 3 pen. | Team Wellington                                      | Stadion: Hazza Bin Zayed Stadion, Al Ain Toeschouwers: 15.279 Scheidsrechter: Ryuji Sato Assistenten: Toru Sagara Assistenten: Hiroshi Yamauchi Vierde official: Gianluca Rocchi Vijfde official: Elenito Di Liberatore Video-assistent: Danny Makkelie AVAR 1: Paweł Gil AVAR 2: Mauro Tonolini AVAR 3: Massimiliano Irrati |
| 12 december 2018 19:30 (UTC+4) 16:30 (UTC+1) | Shiotani 45' Doumbia 49' Caio Berg 85' Diaky M. Abdulrahman 55', 120+1' | Verslag                              | 11' Barcia Bevin 15' Clapham Bevin 44' Ilich Cameron | Stadion: Hazza Bin Zayed Stadion, Al Ain Toeschouwers: 15.279 Scheidsrechter: Ryuji Sato Assistenten: Toru Sagara Assistenten: Hiroshi Yamauchi Vierde official: Gianluca Rocchi Vijfde official: Elenito Di Liberatore Video-assistent: Danny Makkelie AVAR 1: Paweł Gil AVAR 2: Mauro Tonolini AVAR 3: Massimiliano Irrati |
| 12 december 2018 19:30 (UTC+4) 16:30 (UTC+1) | Strafschoppen                                                           |                                      |                                                      | Stadion: Hazza Bin Zayed Stadion, Al Ain Toeschouwers: 15.279 Scheidsrechter: Ryuji Sato Assistenten: Toru Sagara Assistenten: Hiroshi Yamauchi Vierde official: Gianluca Rocchi Vijfde official: Elenito Di Liberatore Video-assistent: Danny Makkelie AVAR 1: Paweł Gil AVAR 2: Mauro Tonolini AVAR 3: Massimiliano Irrati |
| 12 december 2018 19:30 (UTC+4) 16:30 (UTC+1) | Diaky Berg El Shahat Shiotani Caio                                      |                                      | Allen Kilkolly Ilich Watson Gulley                   | Stadion: Hazza Bin Zayed Stadion, Al Ain Toeschouwers: 15.279 Scheidsrechter: Ryuji Sato Assistenten: Toru Sagara Assistenten: Hiroshi Yamauchi Vierde official: Gianluca Rocchi Vijfde official: Elenito Di Liberatore Video-assistent: Danny Makkelie AVAR 1: Paweł Gil AVAR 2: Mauro Tonolini AVAR 3: Massimiliano Irrati |
|                                              |                                                                         |                                      |                                                      | |

### Kwartfinales
|                                              |                                                  |               |                                                                 | |
| 15 december 2018 17:00 (UTC+4) 14:00 (UTC+1) | Kashima Antlers                                  | 3 – 2 (0 – 1) | Guadalajara                                                     | Stadion: Hazza Bin Zayed Stadion, Al Ain Toeschouwers: 3.997 Scheidsrechter: Bamlak Tessema Weyesa Assistenten: Zakhele Thusi Siwela Assistenten: Waleed Ahmed Vierde official: Wilton Sampaio Vijfde official: Rodrigo Figueiredo Video-assistent: Massimiliano Irrati AVAR 1: Mohammed Abdulla Mohamed AVAR 2: Bruno Boschilia AVAR 3: Danny Makkelie |
| 15 december 2018 17:00 (UTC+4) 14:00 (UTC+1) | Nagaki 49' Doi Serginho 69' (pen.) Abe 84' Anzai | Verslag       | 3' Zaldívar Brizuela 90+4' (pen.) Pulido 90+4' (e.d.) Léo Silva | Stadion: Hazza Bin Zayed Stadion, Al Ain Toeschouwers: 3.997 Scheidsrechter: Bamlak Tessema Weyesa Assistenten: Zakhele Thusi Siwela Assistenten: Waleed Ahmed Vierde official: Wilton Sampaio Vijfde official: Rodrigo Figueiredo Video-assistent: Massimiliano Irrati AVAR 1: Mohammed Abdulla Mohamed AVAR 2: Bruno Boschilia AVAR 3: Danny Makkelie |
| 15 december 2018 17:00 (UTC+4) 14:00 (UTC+1) |                                                  |               |                                                                 | Stadion: Hazza Bin Zayed Stadion, Al Ain Toeschouwers: 3.997 Scheidsrechter: Bamlak Tessema Weyesa Assistenten: Zakhele Thusi Siwela Assistenten: Waleed Ahmed Vierde official: Wilton Sampaio Vijfde official: Rodrigo Figueiredo Video-assistent: Massimiliano Irrati AVAR 1: Mohammed Abdulla Mohamed AVAR 2: Bruno Boschilia AVAR 3: Danny Makkelie |
| 15 december 2018 17:00 (UTC+4) 14:00 (UTC+1) |                                                  |               |                                                                 | Stadion: Hazza Bin Zayed Stadion, Al Ain Toeschouwers: 3.997 Scheidsrechter: Bamlak Tessema Weyesa Assistenten: Zakhele Thusi Siwela Assistenten: Waleed Ahmed Vierde official: Wilton Sampaio Vijfde official: Rodrigo Figueiredo Video-assistent: Massimiliano Irrati AVAR 1: Mohammed Abdulla Mohamed AVAR 2: Bruno Boschilia AVAR 3: Danny Makkelie |
|                                              |                                                  |               |                                                                 | |

|                                              |                 |               |                                                         | |
| 15 december 2018 20:30 (UTC+4) 17:30 (UTC+1) | Espérance Tunis | 0 – 3 (0 – 2) | Al-Ain                                                  | Stadion: Hazza Bin Zayed Stadion, Al Ain Toeschouwers: 21.333 Scheidsrechter: Jair Marrufo Assistenten: Frank Anderson Assistenten: Corey Rockwell Vierde official: Ryuji Sato Vijfde official: Hiroshi Yamauchi Video-assistent: Mark Geiger AVAR 1: Paweł Gil AVAR 2: Toru Sagara AVAR 3: Mauro Vigliano |
| 15 december 2018 20:30 (UTC+4) 17:30 (UTC+1) |                 | Verslag       | 2' Ahmed Yaslam 16' El Shahat Yaslam 60' Al-Ahbabi Caio | Stadion: Hazza Bin Zayed Stadion, Al Ain Toeschouwers: 21.333 Scheidsrechter: Jair Marrufo Assistenten: Frank Anderson Assistenten: Corey Rockwell Vierde official: Ryuji Sato Vijfde official: Hiroshi Yamauchi Video-assistent: Mark Geiger AVAR 1: Paweł Gil AVAR 2: Toru Sagara AVAR 3: Mauro Vigliano |
| 15 december 2018 20:30 (UTC+4) 17:30 (UTC+1) |                 |               |                                                         | Stadion: Hazza Bin Zayed Stadion, Al Ain Toeschouwers: 21.333 Scheidsrechter: Jair Marrufo Assistenten: Frank Anderson Assistenten: Corey Rockwell Vierde official: Ryuji Sato Vijfde official: Hiroshi Yamauchi Video-assistent: Mark Geiger AVAR 1: Paweł Gil AVAR 2: Toru Sagara AVAR 3: Mauro Vigliano |
| 15 december 2018 20:30 (UTC+4) 17:30 (UTC+1) |                 |               |                                                         | Stadion: Hazza Bin Zayed Stadion, Al Ain Toeschouwers: 21.333 Scheidsrechter: Jair Marrufo Assistenten: Frank Anderson Assistenten: Corey Rockwell Vierde official: Ryuji Sato Vijfde official: Hiroshi Yamauchi Video-assistent: Mark Geiger AVAR 1: Paweł Gil AVAR 2: Toru Sagara AVAR 3: Mauro Vigliano |
|                                              |                 |               |                                                         | |

### Wedstrijd voor vijfde plaats
|                                              |                                                                   |                                      |                                                                 | |
| 18 december 2018 17:30 (UTC+4) 14:30 (UTC+1) | Espérance Tunis                                                   | 1 – 1 (1 – 1, 1 – 1) n.v. 6 - 5 pen. | Guadalajara                                                     | Stadion: Hazza Bin Zayed Stadion, Al Ain Toeschouwers: 5.883 Scheidsrechter: Matthew Conger Assistenten: Tevita Makasini Assistenten: Mark Rule Vierde official: Jair Marrufo Vijfde official: Frank Anderson Video-assistent: Mauro Vigliano AVAR 1: Mohammed Abdulla Mohamed AVAR 2: Corey Rockwell AVAR 3: Danny Makkelie |
| 18 december 2018 17:30 (UTC+4) 14:30 (UTC+1) | Belaïli 38' (pen.) Badri 63', 79' Rabii 90+6'                     | Verslag                              | 5' (pen.) Sandoval                                              | Stadion: Hazza Bin Zayed Stadion, Al Ain Toeschouwers: 5.883 Scheidsrechter: Matthew Conger Assistenten: Tevita Makasini Assistenten: Mark Rule Vierde official: Jair Marrufo Vijfde official: Frank Anderson Video-assistent: Mauro Vigliano AVAR 1: Mohammed Abdulla Mohamed AVAR 2: Corey Rockwell AVAR 3: Danny Makkelie |
| 18 december 2018 17:30 (UTC+4) 14:30 (UTC+1) | Strafschoppen                                                     |                                      |                                                                 | Stadion: Hazza Bin Zayed Stadion, Al Ain Toeschouwers: 5.883 Scheidsrechter: Matthew Conger Assistenten: Tevita Makasini Assistenten: Mark Rule Vierde official: Jair Marrufo Vijfde official: Frank Anderson Video-assistent: Mauro Vigliano AVAR 1: Mohammed Abdulla Mohamed AVAR 2: Corey Rockwell AVAR 3: Danny Makkelie |
| 18 december 2018 17:30 (UTC+4) 14:30 (UTC+1) | Belaïli Machani Chemmam Bguir Khenissi Derbali Coulibaly Dhaouadi |                                      | Zaldívar Marín Godínez Van Rankin Salcido Pineda Ponce Brizuela | Stadion: Hazza Bin Zayed Stadion, Al Ain Toeschouwers: 5.883 Scheidsrechter: Matthew Conger Assistenten: Tevita Makasini Assistenten: Mark Rule Vierde official: Jair Marrufo Vijfde official: Frank Anderson Video-assistent: Mauro Vigliano AVAR 1: Mohammed Abdulla Mohamed AVAR 2: Corey Rockwell AVAR 3: Danny Makkelie |
|                                              |                                                                   |                                      |                                                                 | |

### Halve finales
|                                              |                                    |                                      |                                               | |
| 18 december 2018 20:30 (UTC+4) 17:30 (UTC+1) | River Plate                        | 2 – 2 (2 – 1, 2 – 2) n.v. 4 - 5 pen. | Al-Ain                                        | Stadion: Hazza Bin Zayed Stadion, Al Ain Toeschouwers: 21.383 Scheidsrechter: Gianluca Rocchi Assistenten: Elenito Di Liberator Assistenten: Mauro Tonolini Vierde official: Ryuji Sato Vijfde official: Toru Sagara Video-assistent: Massimiliano Irrati AVAR 1: Paweł Gil AVAR 2: Hiroshi Yamauchi AVAR 3: Mark Geiger |
| 18 december 2018 20:30 (UTC+4) 17:30 (UTC+1) | Borré 11', 16' Pratto; G. Martínez | Verslag                              | 3' Berg Barman 51' Caio Shiotani              | Stadion: Hazza Bin Zayed Stadion, Al Ain Toeschouwers: 21.383 Scheidsrechter: Gianluca Rocchi Assistenten: Elenito Di Liberator Assistenten: Mauro Tonolini Vierde official: Ryuji Sato Vijfde official: Toru Sagara Video-assistent: Massimiliano Irrati AVAR 1: Paweł Gil AVAR 2: Hiroshi Yamauchi AVAR 3: Mark Geiger |
| 18 december 2018 20:30 (UTC+4) 17:30 (UTC+1) | Strafschoppen                      |                                      |                                               | Stadion: Hazza Bin Zayed Stadion, Al Ain Toeschouwers: 21.383 Scheidsrechter: Gianluca Rocchi Assistenten: Elenito Di Liberator Assistenten: Mauro Tonolini Vierde official: Ryuji Sato Vijfde official: Toru Sagara Video-assistent: Massimiliano Irrati AVAR 1: Paweł Gil AVAR 2: Hiroshi Yamauchi AVAR 3: Mark Geiger |
| 18 december 2018 20:30 (UTC+4) 17:30 (UTC+1) | Scocco Quintero Pratto Borré Pérez |                                      | Caio Shiotani Al-Ahbabi A. Abdulrahman Yaslam | Stadion: Hazza Bin Zayed Stadion, Al Ain Toeschouwers: 21.383 Scheidsrechter: Gianluca Rocchi Assistenten: Elenito Di Liberator Assistenten: Mauro Tonolini Vierde official: Ryuji Sato Vijfde official: Toru Sagara Video-assistent: Massimiliano Irrati AVAR 1: Paweł Gil AVAR 2: Hiroshi Yamauchi AVAR 3: Mark Geiger |
|                                              |                                    |                                      |                                               | |

|                                              |                 |               |                                 | |
| 19 december 2018 20:30 (UTC+4) 17:30 (UTC+1) | Kashima Antlers | 1 – 3 (0 – 1) | Real Madrid                     | Stadion: Sjeik Zayidstadion, Abu Dhabi Toeschouwers: 30.554 Scheidsrechter: Wilton Sampaio Assistenten: Rodrigo Figueiredo Assistenten: Bruno Boschilia Vierde official: Matthew Conger Vijfde official: Tevita Makasini Video-assistent: Mauro Vigliano AVAR 1: Mohammed Abdulla Mohamed AVAR 2: Elenito Di Liberator AVAR 3: Danny Makkelie |
| 19 december 2018 20:30 (UTC+4) 17:30 (UTC+1) | Doi 78' Endo    | Verslag       | 44', 53', 55' Bale Marcelo (2x) | Stadion: Sjeik Zayidstadion, Abu Dhabi Toeschouwers: 30.554 Scheidsrechter: Wilton Sampaio Assistenten: Rodrigo Figueiredo Assistenten: Bruno Boschilia Vierde official: Matthew Conger Vijfde official: Tevita Makasini Video-assistent: Mauro Vigliano AVAR 1: Mohammed Abdulla Mohamed AVAR 2: Elenito Di Liberator AVAR 3: Danny Makkelie |
| 19 december 2018 20:30 (UTC+4) 17:30 (UTC+1) |                 |               |                                 | Stadion: Sjeik Zayidstadion, Abu Dhabi Toeschouwers: 30.554 Scheidsrechter: Wilton Sampaio Assistenten: Rodrigo Figueiredo Assistenten: Bruno Boschilia Vierde official: Matthew Conger Vijfde official: Tevita Makasini Video-assistent: Mauro Vigliano AVAR 1: Mohammed Abdulla Mohamed AVAR 2: Elenito Di Liberator AVAR 3: Danny Makkelie |
| 19 december 2018 20:30 (UTC+4) 17:30 (UTC+1) |                 |               |                                 | Stadion: Sjeik Zayidstadion, Abu Dhabi Toeschouwers: 30.554 Scheidsrechter: Wilton Sampaio Assistenten: Rodrigo Figueiredo Assistenten: Bruno Boschilia Vierde official: Matthew Conger Vijfde official: Tevita Makasini Video-assistent: Mauro Vigliano AVAR 1: Mohammed Abdulla Mohamed AVAR 2: Elenito Di Liberator AVAR 3: Danny Makkelie |
|                                              |                 |               |                                 | |

### Wedstrijd voor derde plaats
|                                              |                 |               |                                                                                   | |
| 22 december 2018 17:30 (UTC+4) 14:30 (UTC+1) | Kashima Antlers | 0 – 4 (0 – 1) | River Plate                                                                       | Stadion: Sjeik Zayidstadion, Abu Dhabi Toeschouwers: 13.550 Scheidsrechter: Gianluca Rocchi Assistenten: Elenito Di Liberator Assistenten: Mauro Tonolini Vierde official: Matthew Conger Vijfde official: Waleed Ahmed Video-assistent: Massimiliano Irrati AVAR 1: Mohammed Abdulla Mohamed AVAR 2: Rodrigo Figueiredo AVAR 3: Paweł Gil |
| 22 december 2018 17:30 (UTC+4) 14:30 (UTC+1) |                 | Verslag       | 24' Zuculini De La Cruz 73', 90+3' G. Martínez Álvarez; Zuculini 89' (pen.) Borré | Stadion: Sjeik Zayidstadion, Abu Dhabi Toeschouwers: 13.550 Scheidsrechter: Gianluca Rocchi Assistenten: Elenito Di Liberator Assistenten: Mauro Tonolini Vierde official: Matthew Conger Vijfde official: Waleed Ahmed Video-assistent: Massimiliano Irrati AVAR 1: Mohammed Abdulla Mohamed AVAR 2: Rodrigo Figueiredo AVAR 3: Paweł Gil |
| 22 december 2018 17:30 (UTC+4) 14:30 (UTC+1) |                 |               |                                                                                   | Stadion: Sjeik Zayidstadion, Abu Dhabi Toeschouwers: 13.550 Scheidsrechter: Gianluca Rocchi Assistenten: Elenito Di Liberator Assistenten: Mauro Tonolini Vierde official: Matthew Conger Vijfde official: Waleed Ahmed Video-assistent: Massimiliano Irrati AVAR 1: Mohammed Abdulla Mohamed AVAR 2: Rodrigo Figueiredo AVAR 3: Paweł Gil |
| 22 december 2018 17:30 (UTC+4) 14:30 (UTC+1) |                 |               |                                                                                   | Stadion: Sjeik Zayidstadion, Abu Dhabi Toeschouwers: 13.550 Scheidsrechter: Gianluca Rocchi Assistenten: Elenito Di Liberator Assistenten: Mauro Tonolini Vierde official: Matthew Conger Vijfde official: Waleed Ahmed Video-assistent: Massimiliano Irrati AVAR 1: Mohammed Abdulla Mohamed AVAR 2: Rodrigo Figueiredo AVAR 3: Paweł Gil |
|                                              |                 |               |                                                                                   | |

### Finale
|                                              |                                                                     |               |                   | |
| 22 december 2018 20:30 (UTC+4) 17:30 (UTC+1) | Real Madrid                                                         | 4 – 1 (1 – 0) | Al-Ain            | Stadion: Sjeik Zayidstadion, Abu Dhabi Toeschouwers: 40.696 Scheidsrechter: Jair Marrufo Assistenten: Frank Anderson Assistenten: Corey Rockwell Vierde official: Wilton Sampaio Vijfde official: Zakhele Thusi Siwela Video-assistent: Danny Makkelie AVAR 1: Mark Geiger AVAR 2: Bruno Boschilia AVAR 3: Mauro Vigliano |
| 22 december 2018 20:30 (UTC+4) 17:30 (UTC+1) | Modrić 14' Benzema Llorente 60' Ramos 79' Modrić Nader 90+1' (e.d.) | Verslag       | 86' Shiotani Caio | Stadion: Sjeik Zayidstadion, Abu Dhabi Toeschouwers: 40.696 Scheidsrechter: Jair Marrufo Assistenten: Frank Anderson Assistenten: Corey Rockwell Vierde official: Wilton Sampaio Vijfde official: Zakhele Thusi Siwela Video-assistent: Danny Makkelie AVAR 1: Mark Geiger AVAR 2: Bruno Boschilia AVAR 3: Mauro Vigliano |
| 22 december 2018 20:30 (UTC+4) 17:30 (UTC+1) |                                                                     |               |                   | Stadion: Sjeik Zayidstadion, Abu Dhabi Toeschouwers: 40.696 Scheidsrechter: Jair Marrufo Assistenten: Frank Anderson Assistenten: Corey Rockwell Vierde official: Wilton Sampaio Vijfde official: Zakhele Thusi Siwela Video-assistent: Danny Makkelie AVAR 1: Mark Geiger AVAR 2: Bruno Boschilia AVAR 3: Mauro Vigliano |
| 22 december 2018 20:30 (UTC+4) 17:30 (UTC+1) |                                                                     |               |                   | Stadion: Sjeik Zayidstadion, Abu Dhabi Toeschouwers: 40.696 Scheidsrechter: Jair Marrufo Assistenten: Frank Anderson Assistenten: Corey Rockwell Vierde official: Wilton Sampaio Vijfde official: Zakhele Thusi Siwela Video-assistent: Danny Makkelie AVAR 1: Mark Geiger AVAR 2: Bruno Boschilia AVAR 3: Mauro Vigliano |
|                                              |                                                                     |               |                   | |

| Real Madrid | Al-Ain |

|                 |    |                   |     |
|                 |    |                   |     |
| DM              | 25 | Thibaut Courtois  |     |
| RV              | 02 | Daniel Carvajal   |     |
| CV              | 05 | Raphaël Varane    |     |
| CV              | 04 | Sergio Ramos      | 45' |
| LV              | 12 | Marcelo           |     |
| RM              | 10 | Luka Modrić       |     |
| CM              | 18 | Marcos Llorente   | 82' |
| LM              | 08 | Toni Kroos        | 70' |
| RB              | 17 | Lucas Vázquez     | 84' |
| SP              | 09 | Karim Benzema     |     |
| LB              | 11 | Gareth Bale       |     |
| Wisselspelers:  |    |                   |     |
| DM              | 01 | Keylor Navas      |     |
| DM              | 13 | Kiko Casilla      |     |
| VD              | 03 | Jesús Vallejo     |     |
| VD              | 06 | Nacho             |     |
| VD              | 19 | Álvaro Odriozola  |     |
| VD              | 23 | Sergio Reguilón   |     |
| MV              | 14 | Casemiro          | 82' |
| MV              | 15 | Federico Valverde |     |
| MV              | 20 | Marco Asensio     |     |
| MV              | 22 | Isco              |     |
| MV              | 24 | Dani Ceballos     | 70' |
| AV              | 28 | Vinícius Júnior   | 84' |
| Coach:          |    |                   |     |
| Santiago Solari |    |                   |     |

|                |    |                     |     |
|                |    |                     |     |
| DM             | 17 | Khalid Eisa         |     |
| RV             | 23 | Mohamed Ahmed       | 64' |
| CV             | 05 | Ismail Ahmed        |     |
| CV             | 14 | Mohammed Fayez      |     |
| LV             | 33 | Tsukasa Shiotani    |     |
| RM             | 43 | Rayan Yaslam        |     |
| CM             | 16 | Mohamed Abdulrahman | 67' |
| LM             | 03 | Tongo Doumbia       |     |
| RB             | 74 | Hussein El Shahat   |     |
| CF             | 09 | Marcus Berg         | 75' |
| LB             | 07 | Caio                |     |
| Wisselspelers: |    |                     |     |
| DM             | 01 | Mohammed Busanda    |     |
| DM             | 12 | Hamad Al-Mansouri   |     |
| VD             | 19 | Mohanad Salem       |     |
| VD             | 44 | Saeed Jumaa         |     |
| MV             | 06 | Amer Abdulrahman    | 67' |
| MV             | 11 | Bandar Al-Ahbabi    | 64' |
| MV             | 13 | Ahmed Barman        |     |
| MV             | 18 | / Ibrahim Diaky     |     |
| MV             | 28 | Sulaiman Nasser     |     |
| MV             | 30 | Mohammed Khalfan    |     |
| MV             | 88 | Yahya Nader         | 75' |
| AV             | 99 | Jamal Ibrahim       |     |
| Coach:         |    |                     |     |
| Zoran Mamić    |    |                     |     |

| Winnaar WK voetbal voor clubs 2018            |
| --------------------------------------------- |
| Real Madrid 4e titel (7e keer wereldkampioen) |

## Individuele prijzen
| Prijs                  | Speler              | Club        |
| ---------------------- | ------------------- | ----------- |
| Gouden Bal             | Gareth Bale         | Real Madrid |
| Zilveren Bal           | Caio                | Al-Ain      |
| Bronzen Bal            | Rafael Santos Borré | River Plate |
| Fair-Play Award (club) | Real Madrid         | Real Madrid |

## Statistieken
| Topscorers     | Topscorers          | Topscorers      | Topscorers | Topscorers           |              | Assists            | Assists         | Assists | Assists |
| Pos.           | Speler              | Club            |            | Gescoord met penalty | Pos.         | Speler             | Club            | Assist  |         |
| -------------- | ------------------- | --------------- | ---------- | -------------------- | ------------ | ------------------ | --------------- | ------- | ------- |
| 1.             | Gareth Bale         | Real Madrid     | 3          | 0                    | 1.           | Caio               | Al-Ain          | 3       |         |
| 1.             | Rafael Santos Borré | River Plate     | 3          | 1                    | 2.           | Andy Bevin         | Team Wellington | 2       |         |
| 3.             | Marcus Berg         | Al-Ain          | 2          | 0                    | 2.           | Marcelo            | Real Madrid     | 2       |         |
| 3.             | Gonzalo Martínez    | River Plate     | 2          | 0                    | 2.           | Rayan Yaslam       | Al-Ain          | 2       |         |
| 3.             | Tsukasa Shiotani    | Al-Ain          | 2          | 0                    | 5.           | Julián Álvarez     | River Plate     | 1       |         |
| 6.             | Hiroki Abe          | Kashima Antlers | 1          | 0                    | 5.           | Koki Anzai         | Kashima Antlers | 1       |         |
| 6.             | Bandar Al-Ahbabi    | Al-Ain          | 1          | 0                    | 5.           | Ahmed Barman       | Al-Ain          | 1       |         |
| 6.             | Mohamed Ahmed       | Al-Ain          | 1          | 0                    | 5.           | Karim Benzema      | Real Madrid     | 1       |         |
| 6.             | Mario Barcia        | Team Wellington | 1          | 0                    | 5.           | Isaác Brizuela     | Guadalajara     | 1       |         |
| 6.             | Youcef Belaïli      | Espérance Tunis | 1          | 1                    | 5.           | Henry Cameron      | Team Wellington | 1       |         |
| 6.             | Caio                | Al-Ain          | 1          | 0                    | 5.           | Nicolás De La Cruz | River Plate     | 1       |         |
| 6.             | Aaron Clapham       | Team Wellington | 1          | 0                    | 5.           | / Ibrahim Diaky    | Al-Ain          | 1       |         |
| 6.             | Shoma Doi           | Kashima Antlers | 1          | 0                    | 5.           | Shoma Doi          | Kashima Antlers | 1       |         |
| 6.             | Tongo Doumbia       | Al-Ain          | 1          | 0                    | 5.           | Yasushi Endo       | Kashima Antlers | 1       |         |
| 6.             | Mario Ilich         | Team Wellington | 1          | 0                    | 5.           | Gonzalo Martínez   | River Plate     | 1       |         |
| 6.             | Marcos Llorente     | Real Madrid     | 1          | 0                    | 5.           | Luka Modrić        | Real Madrid     | 1       |         |
| 6.             | Luka Modrić         | Real Madrid     | 1          | 0                    | 5.           | Lucas Pratto       | River Plate     | 1       |         |
| 6.             | Ryota Nagaki        | Kashima Antlers | 1          | 0                    | 5.           | Tsukasa Shiotani   | Al-Ain          | 1       |         |
| 6.             | Sergio Ramos        | Real Madrid     | 1          | 0                    | 5.           | Bruno Zuculini     | River Plate     | 1       |         |
| 6.             | Gael Sandoval       | Guadalajara     | 1          | 1                    |              |                    |                 |         |         |
| 6.             | Serginho            | Kashima Antlers | 1          | 1                    |              |                    |                 |         |         |
| 6.             | Hussein El Shahat   | Al-Ain          | 1          | 0                    |              |                    |                 |         |         |
| 6.             | Ángel Zaldívar      | Guadalajara     | 1          | 0                    |              |                    |                 |         |         |
| 6.             | Bruno Zuculini      | River Plate     | 1          | 0                    |              |                    |                 |         |         |
| Eigen doelpunt |                     |                 |            |                      |              |                    |                 |         |         |
| Pos.           | Speler              | Club            |            |                      | Tegenstander |                    |                 |         |         |
| 1.             | Léo Silva           | Kashima Antlers | 1          | 1                    | Guadalajara  |                    |                 |         |         |
| 1.             | Yahya Nader         | Al-Ain          | 1          | 1                    | Real Madrid  |                    |                 |         |         |

Kaartenoverzicht (clubs)
| Club            | Gele kaart | Twee gele kaarten in 1 wedstrijd aan dezelfde speler | Rode kaart | Totaal |
| --------------- | ---------- | ---------------------------------------------------- | ---------- | ------ |
| Al-Ain          | 5          | 1                                                    |            | 7      |
| Espérance Tunis | 5          | 1                                                    | 1          | 8      |
| Guadalajara     | 4          |                                                      |            | 4      |
| Kashima Antlers | 6          |                                                      |            | 6      |
| Real Madrid     | 2          |                                                      |            | 2      |
| River Plate     | 7          |                                                      |            | 7      |
| Team Wellington | 1          |                                                      |            | 1      |

Kaartenoverzicht (scheidsrechters)
| Naam                  | Wedstrijden | Gele kaart | Twee gele kaarten in 1 wedstrijd aan dezelfde speler | Rode kaart | Totaal | Gem  | Continentale bond |
| --------------------- | ----------- | ---------- | ---------------------------------------------------- | ---------- | ------ | ---- | ----------------- |
| Mehdi Abid Charef     | 0           | 0          | 0                                                    | 0          | 0      |      | CAF               |
| Matthew Conger        | 1           | 6          | 1                                                    | 1          | 9      | 9    | OFC               |
| Jair Marrufo          | 2           | 2          | 0                                                    | 0          | 2      | 1    | CONCACAF          |
| Gianluca Rocchi       | 2           | 12         | 0                                                    | 0          | 12     | 6    | UEFA              |
| Wilton Sampaio        | 1           | 2          | 0                                                    | 0          | 2      | 2    | CONMEBOL          |
| Ryuji Sato            | 1           | 3          | 1                                                    | 0          | 5      | 5    | AFC               |
| Bamlak Tessema Weyesa | 1           | 5          | 0                                                    | 0          | 5      | 5    | CAF               |
| Totaal                | 8           | 30         | 2                                                    | 1          | 35     | 4.38 |                   |

## Eindrangschikking

### Eindstand
| Pos    | Club            | Confederatie | Wed | Win | Gel | Ver | Doelsaldo | Doelsaldo | Doelsaldo |
| Pos    | Club            | Confederatie | Wed | Win | Gel | Ver | DV        | DT        | +/−       |
| ------ | --------------- | ------------ | --- | --- | --- | --- | --------- | --------- | --------- |
| Goud   | Real Madrid     | UEFA         | 2   | 2   | 0   | 0   | 7         | 2         | +5        |
| Zilver | Al-Ain          | AFC          | 4   | 1   | 2   | 1   | 9         | 9         | 0         |
| Brons  | River Plate     | CONMEBOL     | 2   | 1   | 1   | 0   | 6         | 2         | +4        |
| 4.     | Kashima Antlers | AFC          | 3   | 1   | 0   | 2   | 4         | 9         | -5        |
| 5.     | Espérance Tunis | CAF          | 2   | 0   | 1   | 1   | 1         | 4         | -3        |
| 6.     | Guadalajara     | CONCACAF     | 2   | 0   | 1   | 1   | 3         | 4         | -1        |
| 7.     | Team Wellington | OFC          | 1   | 0   | 1   | 0   | 3         | 3         | 0         |

2000 · 2001 · 2005 · 2006 · 2007 · 2008 · 2009 · 2010 · 2011 · 2012 · 2013 · 2014 · 2015 · 2016 · 2017 · 2018 ·  2019 · 2020 · 2021 · 2022 · 2023 · 2025 · 2029